# Лондонски споразум (1954)
Лондонски споразум (познат и као Споразум о сугласју) потписан је 5. октобра 1954. године у Лондону између ФНР Југославије, Републике Италије, Велике Британије и Сједињених Америчких Држава. 
Овим споразумом је утврђено да Зона А Слободне Територије Трста прелази под цивилну власт Италије, а Зона Б под цивилну власт Југославије. Изузетак су били мањи територијални уступци на граници, попут града Муђе, који је био у Зони Б, али је припао Италији, док је Југославија из бивше Зоне А под своју управу добила села Хрватини, Плавје, Елери и Сподње Шкофије (11,5 км2).
Савезничке снаге извршиле су примопредају управе над овим територијама 26. октобра 1954. године. Озимски споразум, потписан 1975. године, потврдио је границу између Италије и Југославије.